# Tomas Mitell
John Tomas Mitell, född 24 oktober 1980, är en före detta svensk professionell ishockeyspelare. Han är numera huvudtränare för Färjestad BK i SHL. Dessförinnan har han varit assisterande tränare för NHL-klubben Chicago Blackhawks.
I februari 2022 blev det officiellt att Mitell ersatte Johan Pennerborn som huvudtränare i Färjestad BK. I maj 2022 vann han sitt första SM-guld med Färjestad som huvudtränare efter att ha besegrat Luleå Hockey med 4-3 i matcher.  
Mitell var under flera år professionell pokerspelare och son till fotbollsspelaren Håkan Mitell.

## Spelarkarriär
- Mariestad BoIS HC (1997/1998–2001/2002)
- Tvåstad (2002/2003)
- Mariestad BoIS HC (2003/2004–2005/2006)
- HC Lidköping (2006/2007)
- Mariestad BoIS HC (2007/2008)
- Örebro HK (2008/2009)
- Köping Hockey (2009/2010)
- Enköpings SK HK (2009/2010)
- Surahammars IF (2010/2011)
- Västerås Hockey (2010/2011–2011/2012)
- Örebro HK (2012/2013)
- Västerås Hockey (2013/2014)

## Tränarkarriär
- Västerås Hockey (2014/2015–2015/2016)
- Mora IK (2016/2017)
- AIK hockey (2017/2018–2018/2019)
- Chicago Blackhawks (2019–2021)
- Färjestad BK (2022–2025)